# Мариця (Болгарія)
Ма́риця (болг. Марица) — село в Софійській області Болгарії. Входить до складу общини Самоков.

## Населення
За даними перепису населення 2011 року у селі проживали 705 осіб.
Національний склад населення села:
| Національність   | Кількість осіб | Відсоток |
| ---------------- | -------------- | -------- |
| болгари          | 501            | 71,2%    |
| цигани           | 190            | 27,0%    |
| не визначились   | 9              | 1,3%     |
| Всього відповіли | 704            |          |

Розподіл населення за віком у 2011 році:
Динаміка населення: